# 제2차 세계대전기 항공

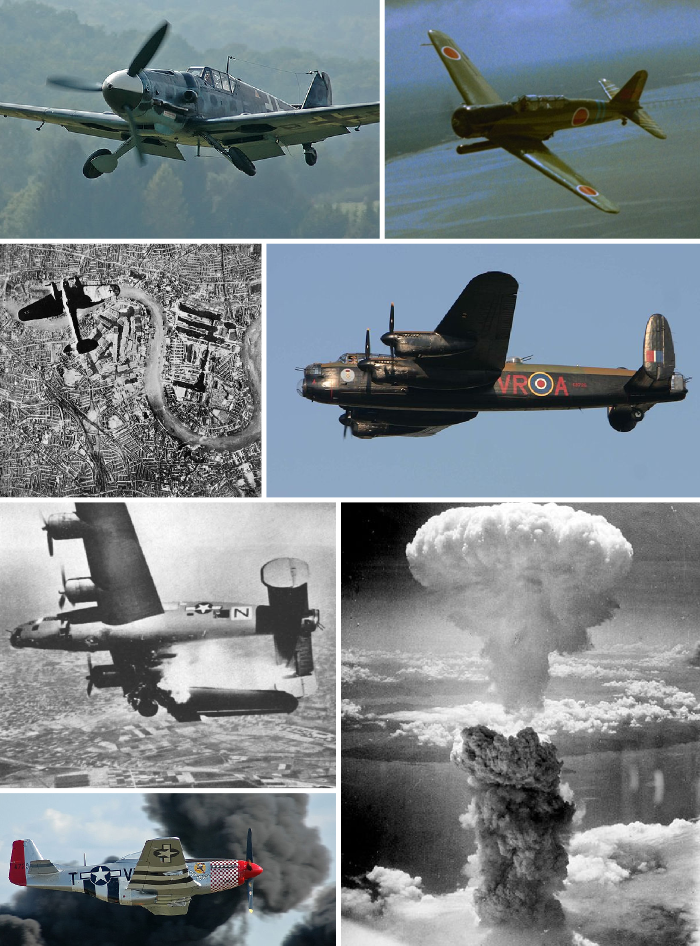
시계 방향: 메서슈미트 Bf 109; 97식 함상공격기; 아브로 랭커스터; 나가사키 원자폭탄; 노스아메리칸 P-51 머스탱; 컨솔리데이티드 B-24 리버레이터; 하인켈 He 111.

제2차 세계 대전 동안 항공은 초기 영국 본토 항공전부터 미국과 일본 태평양 함대 간의 거대한 항공모함 전투, 그리고 핵무기의 최종 투하에 이르기까지 현대전의 중요한 구성 요소로 확고히 자리 잡았다. 주요 참전국인 독일과 일본 한편, 영국, 미국, 소련은 거대한 공군을 양성하여 서로 전투를 벌이고 상대 지상군과도 교전했다. 폭격은 주요 전략적 전력으로 자리 잡았고, 이는 항공모함이 중요한 역할을 한 첫 번째 전쟁이기도 했다.
제1차 세계 대전의 항공과 마찬가지로, 제2차 세계 대전 중 군사 투자는 항공을 비약적으로 발전시켰다. 유선형 캔틸레버 단엽기는 거의 모든 역할에서 빠르게 가치를 입증했지만, 일부 구형 복엽기는 전쟁 기간 대부분 동안 틈새 역할을 유지했다. 엔진 출력과 항공기 성능은 꾸준히 향상되었으며, 제트 엔진과 로켓 엔진은 전쟁 말기에 등장하기 시작했다. 동력 보조 비행 제어 장치, 계기 비행 장비, 무선 통신 및 레이더 추적을 포함하여 항공 전자 시스템은 정교함이 증가하고 더욱 널리 보급되었다.
민간 항공의 발전은 평화가 회복될 때까지 정체되었고, 참전국에서는 많은 기존 민간 항공기가 군용으로 징발되었다. 그러나 전쟁 중에 개발된 군사 기술은 전후 항공에 혁명을 일으킬 것이다. 특히, 사용 가능한 활주로를 갖춘 비행장의 광범위한 건설은 전후 장거리 여객기가 비행정에서 육상기로 전환하는 기반을 제공할 것이다.

## 항공기

### 기체
유선형 캔틸레버 단엽기(날개가 한 쌍인 비행기)는 거의 모든 역할에서 빠르게 가치를 입증했지만, 일부 구형 복엽기 및 기타 구식 유형은 전쟁 기간 대부분 동안 틈새 역할을 유지했다. 이 기간 동안의 주요 설계 특징은 다음과 같다:
- 응력외피 반모노코크 구조, 일반적으로 알루미늄 경합금으로 제작되었지만 때로는 목재 또는 혼합 구조도 사용되었다.
- 깔끔하고 지지대가 없는 캔틸레버 단엽 날개.
- 폭격기가 종종 쌍꼬리 날개를 채택한 재래식 꼬리 또는 꼬리 날개는 폭격 임무 중 안정성을 향상시키는 것으로 여겨졌다.
- 테일휠 또는 테일스키드를 갖춘 재래식 구성의 착륙 장치 수납식.
- 착륙 플랩.
- 트랙터 구성의 가변피치 프로펠러.
- 완전히 밀폐된 조종실.

수납식 착륙 장치는 육상기에 비해 추가 항력을 유발하는 플로트를 가진 수상기에 비해 상당한 성능 우위를 제공했다. 다른 면에서는 수상기 설계의 진화가 육상기 개발과 유사했다. 비행정과 같은 수상기는 장거리 해상 작전에 계속 사용되었다. 수상비행기와 같은 소형 항공기는 활주로를 건설하기 어려운 산악 호수와 같은 다른 틈새 지역에서 계속 사용되었다.
전쟁 내내 다른 구성에 대한 실험이 계속되었으며, 특히 독일에서 활발했다.
소수의 쌍동체 유형이 생산되었고, 육군 관측과 같은 역할로 설계된 일부 느린 유형은 구형의 고정식 착륙 장치를 유지했다.
전쟁 말기에는 최초의 제트 항공기가 취역했다; 아라도 Ar 234 정찰 폭격기, 메서슈미트 Me 262 슈발베(제비) 전투기, 글로스터 미티어 전투기. 메서슈미트 Me 163 코메트(혜성) 요격기는 로켓 추진식이며 무미익 구성이었다. 두 메서슈미트 유형 모두 천음속 속도에서 작은 충격파와 동반되는 항력 발생을 지연시키기 위해 후퇴익을 가졌다. 전쟁 마지막 날 최전선 부대에 인도된 다른 독일 유형으로는 로켓 추진 수직 이착륙 바험 Ba 349 나터(독사) 요격기 – 설계상 최초의 유인 로켓 추진 수직 이륙 항공기 – 와 제트 추진 하인켈 He 162 슈파츠(참새) 경전투기가 포함되었다.
다른 변형들도 비행되었지만 생산되지는 않았으며, 때로는 다른 국가에서 독립적으로 개발되기도 했다. 여기에는 푸셔 프로펠러와 결합된 카나드 또는 선미형 구성, 전익기, 복엽기로 이륙한 후 상부 날개를 버리는 슬립 윙, 그리고 전면에 트랙터 장비, 후면에 푸셔 장비가 있는 푸시-풀 구성의 중앙 장착 쌍발 엔진이 포함되었다.

#### 글라이더
영국의 에어스피드 호르사와 같은 군용 글라이더와 독일의 하인켈 He 111Z와 같은 특수 견인기는 제2차 세계 대전 동안 여러 국가에서 적진 뒤에 강습 부대와 장비를 착륙시키기 위해 개발되었다. 이 글라이더들은 가파른 활공 각도와 짧은 착륙 거리가 특징으로, 짧은 비행 시간과 정밀 착륙을 가능하게 했다. 그러나 이들은 매우 취약했으며 기습에 대한 의존도가 성공을 심각하게 제한했다. 영국은 아른험 전투에서 이들을 광범위하게 사용했으며 막대한 손실을 입었다.

#### 회전익 항공기
오토자이로 형태의 회전익 항공기는 전쟁 전에 생산되었으며, 시에르바 설계의 라이선스 생산기인 아브로 로타와 같은 많은 기종은 전쟁 내내 계속 사용되었다.
포케아겔리스 Fa 330 바흐슈텔체(꼬리치레) 무동력 회전식 연은 잠수함 뒤에 견인되어 관측 플랫폼으로 사용되었다.
1942년 플레트너 Fl 282 콜리브리(벌새) 관측 플랫폼은 동력 회전 로터를 가진 최초의 진정한 헬리콥터로 생산에 들어갔다. 2년 후 독일에서는 쌍발 로터 포케 아겔리스 Fa 223 드라헤(연) 수송 헬리콥터가, 미국에서는 시코르스키 R-4가 뒤를 이었다. R-4는 가장 많이 생산된 유형이었으며 RAF에 호버플라이 I로 도입되어 전쟁이 끝날 무렵 아브로 로타 오토자이로를 점진적으로 대체했다.

### 엔진
엔진 출력과 항공기 성능은 전쟁 내내 꾸준히 향상되었으며, 액체 냉각 직렬 및 V형 엔진은 제1차 세계 대전에서 공랭식 로터리 유형과 경쟁했던 것처럼 공랭식 성형 엔진과 경쟁했다. 예를 들어, 전쟁 초기 롤스로이스 멀린 III 액체 냉각 V-12 엔진은 1,000마력에 불과했지만, 전쟁 말기에는 그 파생형인 롤스로이스 그리폰 61이 2,035마력을 제공했다.
전쟁 초기 독일 전투기, 특히 메서슈미트 Bf 109는 매우 빠르고 기동성이 좋았으며 연료 분사 엔진으로 인해 영국 유형보다 우위를 점했다. 이로 인해 이들은 거꾸로 비행하거나 다른 네거티브 G 기동을 엔진이 꺼질 염려 없이 수행할 수 있었는데, 이는 카뷰레터를 장착한 영국 유형에서는 발생했던 일이다. 반면에 카뷰레터는 터보차저와 결합되어 고고도에서 더 나은 성능을 제공했다. 그러나 전쟁이 진행될수록 독일의 최전선에서 입증된 신뢰성을 갖춘 최소 1,500kW(2,000PS) 이상의 최대 출력 피스톤 항공 엔진을 생산할 수 없었던 치명적인 약점은 그러한 동력 장치를 필요로 하는 더 진보된 전략 및 전술 전투기 설계를 완전히 개발하는 것을 방해했다.
한편, 제트 엔진과 로켓 엔진은 꾸준히 개발되고 있었는데, 로켓은 특히 독일에서, 제트는 독일과 영국 양쪽에서 개발되었다. 전쟁 말기에는 작전 유형에 등장하기 시작했다. 독일과 영국의 제트 기술은 상당히 달랐다. 공기가 엔진을 통해 계속 뒤로 흐르는 축류형 제트는 가장 효율적인 설계로 인식되었지만 재료와 정밀 제조 모두에서 고도로 발전된 새로운 기술을 필요로 했다. 독일은 이 접근 방식을 선택한 반면, 영국은 공기가 먼저 원심력으로 압축되는 데 도움이 되도록 바깥쪽으로 던져진 다음 연소되어 축류 터빈 단계로 돌아가는 더 간단하고 견고한 원심 압축기를 선택했다. 이로 인해 동일한 공기 흐름과 출력에서 더 짧지만 넓은 엔진이 탄생했다. 1940년 세계 최초의 터보프롭인 헝가리 젠드라식 Cs-1은 유사하게 역류 연소를 가진 축류형 설계였지만 다른 우선순위로 인해 취소되었다. 펄스 제트는 너무 많은 진동을 일으켜 유인 항공기에는 사용할 수 없었지만 V-1 비행폭탄에서 틈새 시장을 찾았다.

### 무장
전쟁 초기에 영국의 호커 허리케인과 슈퍼마린 스피트파이어 전투기는 일반적으로 4정의 기관총을 장착한 메서슈미트 Bf 109에 비해 8정의 기관총을 장착하여 훨씬 더 큰 화력을 가졌다. 그러나 초기 스핏파이어와 허리케인 모델의 기관총은 .30 구경(7.62mm)급으로, 비폭발성 총탄을 발사하는 더 무거운 구경의 무기보다 타격력이 약했다. 독일의 MG 131 기관총, 일본의 Ho-103 기관총, 소련의 베레진 UB 및 특히 미국의 브라우닝 M2 기관총의 .50 구경(12.7mm) 크기의 경량총신 AN/M2 버전은 제2차 세계 대전 말까지 주요 공격 및 방어 항공기 무장으로 매우 널리 사용되었다.
Bf 109는 또한 기관포를 장착할 수 있었고, 후기형은 최대 3정까지 장착할 수 있었다. 이 총들은 고체 탄환 대신 폭발성 포탄을 사용하지만 일반 기관총보다 크고 무거웠으며, 어느 유형이 더 나은지에 대해 양측의 의견이 달랐다. 일부 항공기는 두 가지 변형으로 제작되었고, 다른 항공기는 현장에서 두 가지 유형 중 하나 또는 둘 다를 장착하도록 개조될 수 있었다. 전쟁이 진행됨에 따라 항공기 속도 증가, 조종석 장갑, 더 튼튼한 기체는 기관포에 대한 선호도를 꾸준히 증가시켰다.
전쟁 후반에는 영국과 미국군이 지상 공격을 위해 비유도 로켓을 광범위하게 사용했으며, 독일의 바험 나터 지점 방어 요격기는 다가오는 폭격기 편대에 발사하기 위한 로켓 배터리를 기수에 장착했다.

### 항공전자
항공 전자 시스템은 정교함이 증가하고 더욱 널리 보급되었으며, 동력 보조 비행 제어 장치, 계기 비행 장비, 무선 통신 및 레이더 추적을 포함했다.

## 지상 활동

### 제조
항공기 제조는 전쟁 내내 모든 주요 참전국에게 높은 우선순위였으며, 그들의 경제 생산량의 주요 부분을 차지했다. 남성 병력 징집으로 인해 여성과 독일에서는 노예 노동이 광범위하게 고용되었다.
특히 유럽에서는 폭격의 위협으로 인해 제조 시설이 점차 분산되었다. 영국과 미국의 폭격이 본격적으로 시작되자 독일은 생산 시설의 상당 부분을 지하 공장으로 옮겼다.
항공기 기체용 알루미늄과 연료용 석유와 같은 전략 물자는 공급이 제한적이었고 곧 부족해졌다. 많은 제조업체, 특히 소련과 나중에는 독일이 목재와 석탄과 같이 더 쉽게 구할 수 있는 원자재로 전환했다. 드 하빌랜드 모스키토 전투폭격기는 나무 비행기의 드문 영국 사례였다.

### 비행장
전쟁 발발 당시 군용 항공기 작전을 지원할 수 있는 비행장은 상대적으로 적었다. 수납식 착륙 장치를 갖춘 육상 항공기는 동급 수상기보다 우수한 성능을 보여, 모든 전선에서 비행장이 광범위하게 건설되었다. 전쟁 후 이들 중 다수는 민간 공항이 되어, 장거리 여객기가 비행정에서 육상기로 전환하는 기반을 제공했다.
전쟁기의 정교함이 증가하면서 지상 시설 또한 더욱 정교해졌다. 사용 중인 고출력 엔진은 더 이상 프로펠러를 손으로 돌려 시동할 수 없었지만, 헉스 스타터와 같은 기계식 또는 스핏파이어와 같이 내장된 전기 시동 모터가 있는 항공기에 사용되는 바퀴 달린 배터리 팩 또는 트롤리 축전지와 같은 전기식 동력 시동 시스템이 제공되어야 했다.

## 군용 항공
이 시기의 항공은 전쟁 수행에 의해 지배되었고, 전쟁은 다시 공군력에 의해 지배되었다. 항공은 전쟁 내내 군사 기술, 전략, 전술 및 사건의 발전에 크게 관여했다.
1939년 유럽에서 전쟁이 발발하자 독일 루프트바페는 비교적 짧은 거리에서 전격전 스타일의 전쟁을 지원하도록 설계되고 대규모 조직화된 산업에 의해 제조된 현대식 금속제 캔틸레버 단엽기로 구성된 공격군을 축적했다. 조종사들은 비행 클럽과 경우에 따라 스페인 내전에서 잘 훈련되었다. 다른 유럽 공군, 특히 영국 RAF는 비슷한 현대식 기종으로 재무장하고 승무원을 훈련시키는 데 어려움을 겪고 있었다. 융커스 Ju 87 슈투카 급강하 폭격기의 주목할 만한 지원을 받은 독일의 초기 성공은 유럽을 휩쓸었고 영국은 공격에 노출되었다.
이어진 영국 본토 항공전 동안 영국 전투 비행대는 제1차 세계 대전의 오래된 전술적 교훈을 빠르게 다시 배워야 했다. 처음에는 RAF 전투기들이 세 대의 전투기가 밀집된 화살촉 대형으로 비행했지만, 곧 독일인들이 "손가락 넷"이라고 불렀던 더 느슨한 네 대의 항공기 대형으로 변경했다. 그들은 또한 공격하기 전에 상대방보다 더 높이 오르는 것의 가치를 곧 다시 배웠다. 동시에 영국이 초기 레이더 경고 시스템을 개발하면서 독일 공격 편대가 유럽 해안에 모여 영국 해협을 가로질러 비행하는 것을 추적하는 새로운 방법을 제공했다. 모든 조종사에게 제공된 무선 통신은 적과 교전하기 전 무전 침묵과 같은 새로운 규약도 필요로 했다.
이후 영국과 미국은 대형 장거리 중폭격기를 개발하여 독일의 전쟁 노력에 큰 피해를 입히고 상당한 사상자를 발생시켰다. 영국은 호위 없는 야간 폭격을 선호한 반면, 미국은 장거리 전투기의 호위를 받아 주간 공습을 감행하는 것을 선호했다.
태평양 전쟁에서는 양측 모두 항공모함을 광범위하게 사용했으며, 항공모함 대 항공모함 교전이 여러 전역에서 결정적인 전환점이 되었다.

## 같이 보기
- 제1차 세계 대전의 항공
- 제2차 세계 대전 항공기 목록

## 민간 항공
민간 항공은 비참전국에서 계속되었다.
전쟁에 참전한 국가에서는 많은 민간 항공기가 군용으로 징발되었다. 일부 민간 운항은 유지되었는데, 예를 들어 BOAC는 종종 항공기를 위장하면서 해외 여객 비행을 계속했다.
민간 항공은 두 가지 주요 비행 범주 중 하나이며, 개인 및 상업용 비군사 항공을 모두 나타낸다.

### 내용주
1. ↑  Munson, K.; "Flying boats and seaplanes," Blandford (1971)
2. 1 2 3  Green (1970)
3. ↑  Wood and Gunston (1977)
4. ↑  Munson, K.; "Helicopters and other rotorcraft since 1907," Blandford, Revised Edition, 1973.
5. ↑  Gingell (1976), Page 47.
6. 1 2  Gingell (1976)
7. ↑  Green, W. and Swanborough, G.; "Plane Facts", Air Enthusiast Vol. 1 No. 1 (1971), Page 53.
8. 1 2  Galland (1973).
9. 1 2  Bader (1975).
10. ↑  Munson, K.; "Flying boats and seaplanes," Blandford (1971), Page 12.

### 참고 문헌
- Bader, D.; "Fight for the Sky", Sidgwick & Jackson, 1973, Fontana edition, 1975.
- Galland, A.; "Die Ersten und die Letzten" (The First and the Last), English trans. and abridged by Mervin Saville, (Pub. Metheun 1955) Fontana Edition 1973.
- Gingell, G. (Ed.); "Supermarine Spitfire – 40 years on," Royal Aeronautical Society, 1976.
- Green, W.; "Warplanes of the Third Reich," Macdonald and Jane's (1970).
- Munson, K.; "Fighters, attack and training aircraft 1939-45," Blandford, 1969.
- Munson, K.; "Bombers, patrol and transport aircraft 1939-45," Blandford, 1969.
- Munson, K.; "Aircraft of World War II," Ian Allan, second edition, 1972.
- Wood, A. and Gunston, W.; "Hitler's Luftwaffe," Salamander, second impression,1978.